# 电子课本
电子课本是一类借助现代信息技术，意在替代纸质课本的产品的总称。已面世的产品大多以电子产品作为显示媒介，通过与出版商合作的方式向学生提供数字化的课本。因电子产品的特性，电子课本大多在交互性和开放性方面占有优势。

## 电子课本的定义
1. 标准性定义：电子课本是一类特殊的电子书，具有教学和阅读属性，可有交互性、关联性、富媒体性、开放性等四个特性。一个集中了在学校中的教学和学习领域里的数字模拟的媒介（有在线和离线媒体的优势），将教学需要的教材、教辅、工具书等按照科学的结构整合而成的综合教学资源包。
2. 描述性定义：电子课本以书包中所携带的课本作为隐喻，是与电子书包相配套的学习载体，承载了电子书包作为个人学习工具所需要的诸多功能：最基本的，能代替传统的教材并以更丰富的媒体形式展现教学内容；此外，能连接学习工具和学习服务，成为学习者个人学习或与他人合作完成各种学习任务的个性化环境，也能够作为有效实现教师教学意图的教具以及优质学习资源互联互通的载体。

## 电子课本的属性
1. 教学性：是指在教学过程中，构成教学系统的教师、学生、教学内容和教学手段之间的协作程度和促进教学和学习的性能，或是指具有能够支持教师的教和学生的学的特性。教学性要求电子课本包括具有目标、内容、重点、难点、步骤设计、测试、评价交流等方面，且教学内容要科学恰当，教学/学习过程具有效性。
2. 阅读性：是指电子课本的文本、图表、动画、视频等内容的清晰易读，包括易读性和可读性。前者是指内容的可辨识度，如由字母形状特征所决定的不同字母的可辨识度。从组织结构上看，描述的是阅读时的轻松和舒适程度。它和内容无关，却与文本等内容显示的尺寸和外观等联系密切。涉及的要素有文字的字体、大小、颜色、字距、行距，图片/图像的清晰度、，动画/视频的清晰度、播放速度等因素。后者指文字等在页面中是否便于理解，是从内容上用来形容某种书面语言阅读和理解的容易程度——它关乎这种语言本身的难度，而非其外观。涉及文字的编排方式、词句的长度、非常用语的频度、多媒体素材与学生已有经验的适应性等方面。

## 电子课本的特性
1. 交互性，是指某种情境中环境、个人、行为方式之间相互作用的这种特质，在教学中交互性是媒体支持教与学相互作用的能力或特性，从角色角度有学习者与内容，学习者之间、教师和学习者之间、教师与电子课本之间，学习者与电子课本之间的交互，从行为动作角度看有插入、标注、复制、标签、更新、重列，超链接等。增强学生在学习中的参与性和主动性。计算机的人机互动特点，利于激发学生的学习兴趣。在交互式学习环境中，教学策略也可以选择，学生能更加主动的参与学习的全过程。
2. 关联性，是指教学目标、内容关联及知识结构重组。包括知识点之间，目标与内容之间、内容和所需工具之间、内容与终端之间等关联。电子课本知识间的联接是非线性，具有紧密的关联性，各个教学内容都可以通过设计相关的学习目标、过程、评价及资源等来链接，便于学生自主选择，灵活运用，有利于活跃学生的思维，非常符合目前倡导的探究性学习。
3. 富媒体性，是指在声音、图像、动画、视频等媒体素材的基础上编制，能充分发挥计算机多样化呈现手段的特性，具有媒体性和交互性有机统一的特点。充分发挥计算机多样化的呈现手段。在声音、图像、动画、影视等媒体素材的基础上编制的电子课本。作为教学相长的技术支持，电子课本具有及时反馈、记录、导向等功能，并自动优化整合教学元素，是教学过程和评价更趋科学合理，极大的减轻教师的工作负担。
4. 开放性，是指内容的知识扩展补充以及与学具和服务的沟通，包括目标，内容、环境、作业评价方式、个性化等方面的开放。（从内容的角度）做到真正意义上的因材施教。通过交互功能，给学生提出指导性建议，让学生能根据自己需要的速度和方式来学习，即使是在一个教室里学习，学生的学习内容和速度也可以不相同而且互不打扰。实现不同智力水平的学生有不同学习路径的教学方法。

## 电子课本的功能
作为教本:
- 教师可以根据教学目标的需要，对课本内容进行相应的调整和组合，从而合理安排教学结构，增强课本内容的可塑性。
- 可以通过电子课本给学生布置家庭作业，增强了作业内容的灵活性和及时性。
- 可以提供考试功能，教师可以制作、发布、批改试卷。
- 通过支持系统的Q&A模块为学生答疑，利用评估支持系统检查学习结果。并且通过访问无线网络提供及时反馈。
- 实现教师在课堂上和前次课的授课，复习和扩展阅读的需求，支持电子白板，独立格式的教学计划，学习计划，课件的介绍，编辑，出版，阅读数字材料，课后编辑发布，网上常见问题练习，远程检索功能等。 搜索大学教师已经注册的课程计划以及为他/她定做课程计划并连接到学科电子课本。

作为学本：
- 可以通过电子课本访问无线网络，搜索学习资源，并将有用的资源连接到自己的电子课本。
- 可以通过使用电子课本，标注重要的部分，记笔记，最终将高质量，可靠的知识进行整合等来创建自己的课本